# Gran Turismo 3: A-Spec
Gran Turismo 3: A-Spec  (グランツーリスモ3: A-spec, Guran Tsūrisumo Surī A-supekku) é um jogo de corrida lançado em 2001, o primeiro da série Gran Turismo a ser feito para o console PlayStation 2. Durante sua exibição na E3 2000 e na E3 2001 o título provisório se chamava Gran Turismo 2000. O game foi um sucesso entre os fãs e os críticos e tornou-se um dos jogos mais vendidos de todos os tempos.

## Jogabilidade
O objetivo do jogo é, basicamente, vencer todas as corridas e campeonatos e completar todas as provas de licença para alcançar 100% de progresso. A cada 25% do jogo completos, o jogador ganha um carro como prêmio especial. Para GT3, o Modo Gran Turismo (Modo Simulação na versão americana) tem um layout reorganizado, com um arranjo mais progressivo e estruturado de corridas e desafios.As corridas variam de eventos curtos para iniciantes até corridas de resistência (Endurance) de várias horas e também corridas de rally contra um adversário. Além disso, agora as lojas de carros são organizadas em seus respectivos países e então suas montadoras, algo que alguns acharam mais interessante do que o sistema Cidade Oeste/Leste, utilizado em seu predecessor.
Devido ao foco em melhores gráficos, o número de carros presentes no jogo foi drasticamente reduzido. Cerca de 180 carros aparecem neste game, comparados aos 650 em GT2. Outras mudanças incluem a retirada da habilidade de "modificação para corridas" ou de adicionar downforce (força inversa à sustentação; a primeira prende o carro ao chão, enquanto que a segunda mantém os aviões no ar) aos carros de rua, remoção do dano à suspensão, e a falta de limites de torque para corridas.
GT3 também contém 6 carros de F1 não-licenciados, algo novo para a franquia. Eles são: F686/M, F687/S, F688/S, F090/S, F094/H e F094/S (nas versões americana e japonesa), e podem ser recebidos completando corridas de resistência. Nas versões americana e japonesa, o nome de cada carro denota várias informações (como o número de cilindros no motor, o ano em que correu o chassi e seu piloto, respectivamente). Por exemplo, o F094/S já citado é o carro de 10 cilindros, do ano de 1994 dirigido por Ayrton Senna, enquanto que o F686/M representa o carro de 6 cilindros, do ano de 1986 dirigido por Nigel Mansell. Na versão PAL, porém, só há 2 carros de F1,  Polyphony 001 e 002 respectivamente, baseados na no carro de Damon Hill em 1996 e de Ayrton Senna em 1988. Côte d'Azur, uma versão ficcional do traçado real do Circuito de Mônaco também estreou pela primeira vez na série.

## Desenvolvimento
Os desenvolvedores colaboraram com a fabricante de periféricos para jogos e computadores Logitech no jogo, o que resultou no volante GT Force. Este volante foi desenvolvido especialmente para GT3.
Uma cópia demo do jogo sob o título provisório esteve presente no PlayStation Festival 2000, permitindo aos jogadores dirigirem um Mitsubishi Lancer Evolution V no circuito de Seattle por 2 minutos.

### Gran Turismo Concept
Devido a sua recepção criticamente boa, uma versão mais curta, Gran Turismo Concept, foi lançada em várias partes do mundo menos na América do Norte em 2002. Ele incluiu novos modelos revelados durante Salões do Automóvel famosos na Ásia e na Europa. Completando o jogo, o jogador recebia um save game com todas as licenças completas e 10.000.000 créditos para o Gran Turismo 3.

## Recepção
Gran Turismo 3: A-Spec foi aclamado entre os críticos, recebendo uma pontuação agregada de 94,54% no GameRankings e 95/100 no MetaCritic, colocando-o no top 50 de todos os jogos no site multi-plataforma e no top 10 dos títulos de PlayStation 2. Ele apareceu em algumas listas 'Top 100' como a da IGN em 2003. Em 2004, leitores do Retro Gamer escolheram Gran Turismo 3 como nonagésimo-sétimo melhor jogo retrô, com os funcionários dizendo que "a mistura de uma direção realística e gráficos esplêndidos, sem mencionar que ele contém centenas de veículos licenciados, lhe trouxe a admiração dos amantes de carros de todo lugar."
Segundo dados de 30 de abril de 2008, o game vendeu 1,89 milhão de cópias no Japão, 7,14 milhões de cópias na América do Norte, 5,85 milhões de cópias na Europa e 10 mil no Sudeste Asiático, que resultam num total de 14,89 milhões de cópias. É o jogo mais vendido da franquia Gran Turismo. É parte dos Greatest Hits do PlayStation 2.